# Branstetter Rocks
Die Branstetter Rocks sind eine kleine Inselgruppe vor der Ingrid-Christensen-Küste des ostantarktischen Prinzessin-Elisabeth-Lands. Sie liegen 1,5 m ostnordöstlich der Insel Thil Island im östlichen Abschnitt des Amery-Schelfeises.
Der US-amerikanische Kartograf John Hobbie Roscoe (1919–2007) kartierte die Inseln 1952 anhand von Luftaufnahmen, welche die United States Navy bei der Operation Highjump (1946–1947) angefertigt hatte. Roscoe benannte es nach J. C. Branstetter, Besatzungsmitglied bei Flügen der Operation Highjump für Luftaufnahmen im Gebiet dieser Inselgruppe.